# Paris top secret
Pour les articles homonymes, voir Paris-secret et Top secret.
Pour plus de détails, voir Fiche technique et Distribution.
Paris top secret est un film documentaire franco-belge de Pierre Roustang, sorti en 1969.

## Synopsis
Au fil de plusieurs sketches, la description des aspects insolites, réels ou imaginaires, de la capitale française.

## Fiche technique
- Titre français : Paris top secret
- Réalisation : Pierre Roustang, assisté d'Albert Deguelle
- Photographie : Roland Pontoizeau, Jean-Marc Ripert, Pierre Willemin, Dimitri Swetchine et Gérard de Battista
- Montage : Jacques Doillon, Noëlle Boisson, Laurent Quaglio et Maud Durouchoux
- Musique : Even de Tissot, chansons de Michel Berger et Even de Tissot
- Son : Raymond Saint-Martin, Jean-Pierre Ruh et Philippe Cape
- Production : Ulysse Productions - C.I.C.C. - Films Borderie - Belga Films
- Pays d’origine :  France -  Belgique
- Genre : film documentaire
- Durée : 90 minutes
- Dates de sortie : France, 19 novembre 1969

## Distribution
- Philippe Bouvard : voix
- Jérôme Savary : l'organisateur du happening
- Szabo : la chanteuse
- Jacques de Closets : le coiffeur
- Denyse Roland : Nicole
- Les stripteaseuses du Concert Mayol
- Le Grand Magic Circus